# 郭恩賡
郭恩賡（?—?），山東省萊州府濰縣人，清朝政治人物、進士出身。
光緒二十四年（1898年），参加光緒戊戌科殿試，登進士二甲96名。同年五月，改翰林院庶吉士。光緒二十九年四月，散館，授翰林院編修。